# Estación Plottier
Plottier es una estación de ferrocarril ubicada en el departamento Confluencia, provincia del Neuquén, Argentina.
Es cabecera del servicio de pasajeros del Tren del Valle desde el 29 de marzo de 2021. Cuenta con 4 frecuencias ascendentes y descendentes diarias a Cipolletti.

## Historia
Para fines del siglo XIX el ramal del Ferrocarril del Sur había llegado desde Bahía Blanca hasta la confluencia (hoy Cipolletti). En 1899 comienza los estudios para la construcción de un puente sobre el río Neuquén, que se termina en 1901. En 1902 se habilita la estación Neuquén (a 6 km del puente), ciudad que desde 1904 se convierte en capital del Territorio Nacional.
El 3 de enero de 1914 hubo una inauguración oficial del primer apeadero en las actuales áreas de la estación de Plottier. 
Diez años después de su inauguración la estación tenía un flujo continuo de pasajeros y productos. Según detalló un registro de la empresa Ferrocarril Sud “entre julio de 1923 y junio de 1924 viajaron 341 pasajeros” mientras que se despachaban “269.000 kilos de carga y 8000 kilos de encomiendas” contra más de un millón de kilos de carga y casi 30 mil kilos de encomiendas recibidos.

## Servicios
Desde el 29 de marzo de 2021 es una estación perteneciente al Tren del Valle, uniendo Cipolletti con este lugar.
Pertenece al Ferrocarril General Roca en su ramal entre Bahía Blanca y Zapala. 
Por sus vías también corren trenes de carga, a cargo de la empresa Ferrosur Roca.

## Ubicación
Se accede desde la Ruta Nacional 22.

## Galería

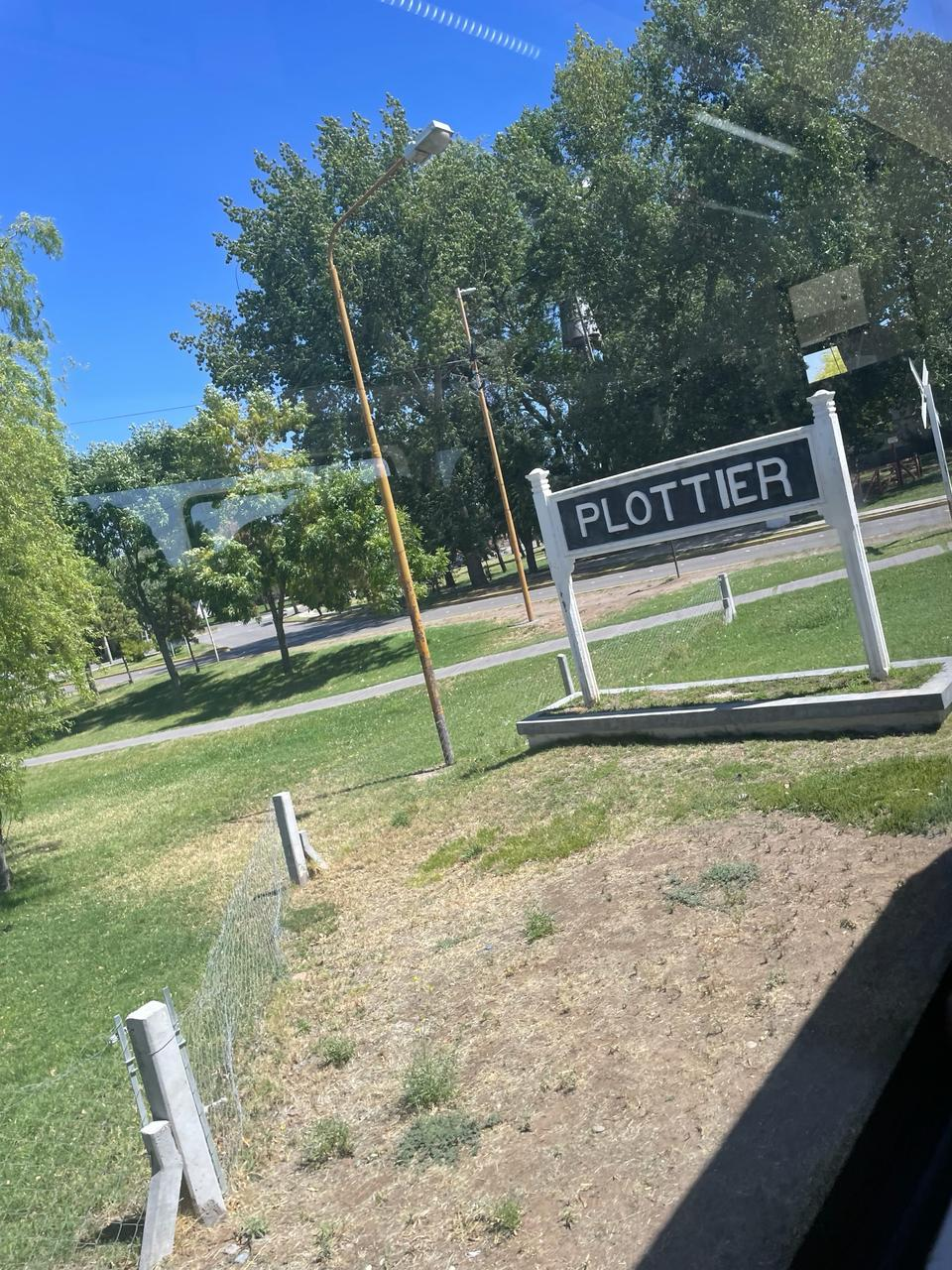
Cartel de la Estación.